# 惠又光
惠又光（1884年—1927年）名思温，字又光（又作有光、幼光、友光），以字行。陕西清涧人。中国民主革命家，中华民国政治人物。

## 生平
惠又光自幼入私塾，后入西安关中书院（后来改建为陕西省第一师范学堂），毕业于陕西省第一师范学堂。在校期间，他加入中国同盟会。1911年武昌起义爆发，革命党人在西安响应。惠又光遂回到陕北，联络清涧、延川地区的民团和绿林好汉举行起义，所部归秦陇复汉军北路宣慰安抚招讨使井勿幕指挥。南北议和成功后，北京政府下令裁兵，惠又光脱离军队回乡。
1913年二次革命时，惠又光等人在陕北反袁，因事情败露而受地方势力围捕，20多人遭到杀害，惠又光幸免于难。后来，经朋友介绍，惠又光获公费留学日本，入早稻田大学学习政治及社会科学，结交史可轩。1914年，他拜见孙中山，同年7月加入中华革命党。
1915年归国后，他在北京进行革命活动，结识了杜斌丞，并建议杜斌丞在结束学业后回到陕北办教育。1916年，云南护国运动爆发，惠又光在西安联合革命党人陈德卿等到陕北组织起义。起义失败后陈德卿遭到杀害，他潜入樊钟秀部避难，并向樊钟秀宣传革命。樊钟秀后来参加革命，以惠又光为老师。1917年，民党成立陕西靖国军反段倒陈，惠又光在陕北重新召集旧部，组成了三百多人的陕北游击支队，驻渭北雨金镇、交口镇等镇，先后参与围攻西安、渭北之役，并同樊钟秀部共同攻打潼关等处。
1920年直皖战争中皖系败北，属于皖系的陕西督军陈树藩逃往汉中，直军阎相文、冯玉祥进入陕西并先后任陕西督军。陕西靖国军各路将领提出了“假途直军，待机再举”的方针，准备接受直军改编。惠又光反对这一方针，遂联合甄寿珊、郭英夫、石象仪、马青苑等部于1922年4月发动高陵兵变，驱逐陕西靖国军第三路司令曹世英，占领高陵，继续打靖国军的旗号。已受冯玉祥改编的胡景翼此时驻三原，遂率原陕西靖国军第四路平息了此次兵变，陕西靖国军瓦解。只有杨虎城部拒绝改编，后来撤至陕北。惠又光乃回到陕北，和杨虎城以及时任陕北联合县立榆林中学校长的杜斌丞来往密切。
1924年，冯玉祥、胡景翼、孙岳发动北京政变，惠又光同杨虎城、井岳秀等人在陕北响应。杨虎城任陕北国民军前敌总指挥，惠又光任前敌指挥部参谋长兼第一游击支队司令。1925年，他和杨虎城率部南下，同刚刚开入陕西的国民军第三军孙岳部共同驱逐直系吴新田。1926年，他受樊钟秀之邀，赴河南任樊钟秀所率建国豫军副总司令。不久，建国豫军失败，惠又光回到清涧。
冯玉祥应于右任之请从苏联回国，组成国民军联军，冯玉祥、于右任分别任总司令、副司令，五原誓师后国民军联军向南开进，试图解救被刘镇华围困了几个月的西安。该军进入陕北时，于右任、史可轩等人到清涧约惠又光一起南下关中。惠又光到三原后，因患伤寒，在朋友家养病数月。
西安解围、二虎守长安成功后，中共西安地方执委会根据上级指示，联合冯玉祥、于右任等中国国民党人士，建立了国民军、中国国民党、中国共产党“三位一体”的组织——国民军联军驻陕总司令部，惠又光任该总司令部政治部部长。在中国国民党陕西省第一次代表大会上，惠又光当选为监察委员。1927年6月，国民军联军驻陕总司令部宣布于右任为陕西省政府主席，
惠又光为陕西省政府委员。冯玉祥附和蒋介石清党后，任命石敬亭代理陕西省政务，于右任不得不离开陕西，惠又光和于右任同行，到中国东南各省考察政治。抵达上海后，惠又光于1927年9月21日病逝。